# Taula Fractal
La Taula Fractal II, oficialment i en anglès, Fractal Table II, és una taula baixa dissenyada pels dissenyadors WertelOberfell en col·laboració amb el dissenyador Mathias Bär i produïda per sistemes de fabricació additiva (impressió 3D o prototipatge ràpid). La taula Fractal II sorgeix a partir d'estudis sobre els models de creixement fractal a la naturalesa, que es poden descriure amb algorismes matemàtics. Per definició, un fractal és una forma geomètrica fragmentada que pot ser separada en diferents parts, cadascuna de les quals és (almenys aproximadament) una còpia a escala reduïda de la forma total, una propietat denominada autosemblança. La fascinació dels dissenyadors envers aquest fenomen radica en la naturalesa orgànica i de creixement progressiu de l'objecte, però també en la seva qualitat estructural i matemàtica. Tant en termes de mida com de complexitat, la taula Fractal porta el procés de fabricació als seus límits.
La taula Fractal, produïda per l'empresa Materialise en una edició limitada de 25 peces, està feta d'una sola peça sense juntes ni acoblaments, amb el procés d'estereolitografia (SLA) i resina epoxi com a material. Té un farcit de poliuretà en els espais buits.
La geometria de la taula està definida per arrels arboriformes que es transformen en branques més petites fins que es van fent més compactes a mesura que s'acosten al pla superior de la taula.
L'estructura s'inicia de forma poc organitzada en la part inferior i progressivament es va convertint en una malla regular. D'aquesta manera, un fractal aproximat es converteix al llarg del seu creixement progressiu en un fractal amb autosemblança exacta. Per aconseguir aquest resultat es van utilitzar diferents programaris CAD, tant per al modelatge nurbs com per al modelatge polygon.
La taula Fractal II, presentada a Milà l'any 2008, n'és el següent pas evolutiu. Aquest model té en compte de forma més efectiva les necessitats funcionals com l'estabilitat i els requeriments d'ús.

## Procés de fabricació
La taula Fractal està impresa en 3D a través del procés denominat estereolitografia (SLA). Aquest procés va ser concebut el 1984 com a primer sistema d'impressió en 3D, i consisteix en una màquina que amb un raig làser ultraviolat aconsegueix solidificar un polímer líquid fotosensible. El procés comença amb la introducció d'una plataforma metàl·lica dins un dipòsit de resina.
El raig làser es projecta sobre la superfície del líquid i es mou seguint una trajectòria que descriu la secció transversal de l'objecte, que s'endureix en una capa finíssima de material. Posteriorment se submergeix la plataforma una distància igual al gruix de la capa següent i es projecta el làser per tal de solidificar la secció corresponent. Aquest procés continua durant hores fins que es creen totes les capes de l'objecte tridimensional desitjat. Per donar estabilitat als objectes en aquest entorn líquid, a vegades es recorre a la impressió de suports temporals que s'eliminen quan finalitza el procés de fabricació.

## Prestacions
A partir d'aquest principi constructiu per capes, els processos additius permeten crear objectes amb una llibertat formal que no té equivalent en altres procediments de fabricació digital. La fabricació additiva o impressió 3D permet solidificar capes successives de material d'acord amb cada secció de l'objecte final (per més complex que sigui). En conseqüència, la geometria de la peça queda lliure de les restriccions imposades per la màquina o l'eina de fabricació.
D'altra banda, la possibilitat d'imprimir objectes sense la necessitat de fer servir un motlle suposa també un gran llibertat creativa, perquè la geometria de la peça no té per què optimitzar-se i racionalitzar-se en funció del desemmotllament posterior. És possible, aleshores, fer objectes molt complexos, amb formes recargolades, amb plecs, cavitats o altres característiques geomètriques impossibles d'aconseguir amb altres processos.
L'interès de la taula Fractal, és que constitueix una demostració física de la possibilitat de materialitzar formes a través del processos de fabricació additiva que eren impossibles de portar a terme per altres mitjans. Tenint en compte la naturalesa mateixa de les formes fractals, estem davant d'un fet fascinant pel que fa a les capacitats de la fabricació digital additiva.

## Presència a col·leccions
El 2011 el Disseny Hub Barcelona va adquirir un exemplar d'aquesta taula que ha passat a formar part de la nova col·lecció d'objectes impresos en 3D del Museu de les Arts Decoratives de Barcelona.
Aquesta col·lecció es va començar el 2011 com a resultat del programa Laboratori de Fabricació, una sèrie d'activitats amb les quals es va fer una aproximació a les noves tecnologies de fabricació digital tridimensional i es va reflexionar sobre els canvis que comporten, tant per al disseny com per als seus processos productius.
El 2011 el Victoria & Albert Museum de Londres també incorpora a la seva col·lecció la Taula Fractal II. Aquesta peça també forma part des del 2010 de la col·lecció del Metropolitan Museum of Art de Nova York.